# 15 رجب
- السبت
- الأحد
- الاثنين
- الثلاثاء
- الأربعاء
- الخميس
- الجمعة

- 2728 ديسمبر 2024
- 2829 ديسمبر 2024
- 2930 ديسمبر 2024
- 3031 ديسمبر 2024
- 11 يناير 2025
- 22 يناير 2025
- 33 يناير 2025
- 44 يناير 2025
- 55 يناير 2025
- 66 يناير 2025
- 77 يناير 2025
- 88 يناير 2025
- 99 يناير 2025
- 1010 يناير 2025
- 1111 يناير 2025
- 1212 يناير 2025
- 1313 يناير 2025
- 1414 يناير 2025
- 1515 يناير 2025
- 1616 يناير 2025
- 1717 يناير 2025
- 1818 يناير 2025
- 1919 يناير 2025
- 2020 يناير 2025
- 2121 يناير 2025
- 2222 يناير 2025
- 2323 يناير 2025
- 2424 يناير 2025
- 2525 يناير 2025
- 2626 يناير 2025
- 2727 يناير 2025
- 2828 يناير 2025
- 2929 يناير 2025
- 3030 يناير 2025
- 131 يناير 2025

15 رجب أو 15 رجب الفرد أو 15 رجب المُرجَّب أو يوم 15 \ 7 (اليوم الخامس عشر من الشهر السابع) هو اليوم الثاني والتسعون بعد المائة (192) من أيَّام السنة (أو الثالث والتسعون بعد المائة لو كان شهر جمادى الآخرة مُتممًا لليوم الثلاثين أو الرابع والتسعون بعد المائة لو أتم كلًا من صفر وربيع الآخر وجمادى الآخرة ثلاثين يومًا) وفق التقويم الهجري القمري (العربي). يبقى بعده 162 أو 163 يومًا لانتهاء السنة.

## أحداث
- 1256هـ - بريطانيا تقصف بيروت لإرغام محمد علي باشا على ترك الشام.
- 1357هـ - اندلاع معركة بئر السبع بين قوات الانتداب البريطانية والمجاهدين العرب في فلسطين، وقد غنم خلالها المجاهدون 600 قطعة سلاح وأوقعوا عشرات الإصابات في صفوف القوات المحتلة.
- 1361هـ - الجيش الألماني النازي يحتل روستوف وشمال القوقاز ويبدأ الزحف باتجاه حقول باكو النفطية.
- 1393هـ - انتخاب ذو الفقار علي بوتو رئيسًا لوزراء باكستان.
- 1413هـ - اغتيال نائب رئيس الحكومة البوسني توراليتش على مرأى من جنود فرنسيين تابعين لقوات حفظ السلام الدولية المرابطة بالقرب من سراييفو، بعد اختطافه من داخل عربة للأمم المتحدة.
- 1428هـ - منتخب العراق لكرة القدم يفوز بلقب البطولة في كأس آسيا.
- 1431هـ - الناخبون في قرغيزستان يوافقون على اعتماد دستور جديد للبلاد يقلل من صلاحيات رئيس الجمهورية وينص على إجراء انتخابات دورية.
- 1433هـ - الولايات المتحدة تعلن عن مقتل المسؤول الثاني في تنظيم القاعدة أبو يحيى الليبي.
- 1440هـ - مصرع ما يزيد عن 90 شخصًا، إثر غرق عبَّارة سياحية في نهر دجلة بمدينة الموصل بالعراق.

## مواليد
- 917هـ - علاء الدين بن عماد الدين، عالم مسلم شامي.
- 1349هـ - فايزة أحمد، مطربة مصرية.
- 1385هـ - غرور، ممثلة كويتية.
- 1393هـ - سعود الورع، إعلامي كويتي.
- 1394هـ - مهند حسن الشاوي، شاعر عراقي.
- 1399هـ - محمود عبد المغني، ممثل مصري.
- 1401هـ - محمدو ديارا، لاعب كرة قدم من مالي.
- 1403هـ - سناء يوسف، ممثلة تونسية.

## وفيات
- 62 هـ (على روايه أخرى 65 هـ) - زينب بنت علي بن أبي طالب.
- 276 هـ - أبو محمد بن قتيبة الدينوري، مؤرخ مسلم.
- 428 هـ - ابن شهاب العكبري، فقيه وشاعر عراقي.
- 521 هـ - ابن سيده، عالم لغة أندلسي.
- 1290 هـ - محمود خليل العظم، شاعر ومتصوف سوري.
- 1433 هـ - أبو يحيى الليبي، المسؤول الثاني في تنظيم القاعدة.
- 1444 هـ - برويز مشرف، رئيس باكستان العاشر.

## وصلات خارجية
- موقع قصة الإسلام: حدث في شهر رجب.